# Fränk Schleck

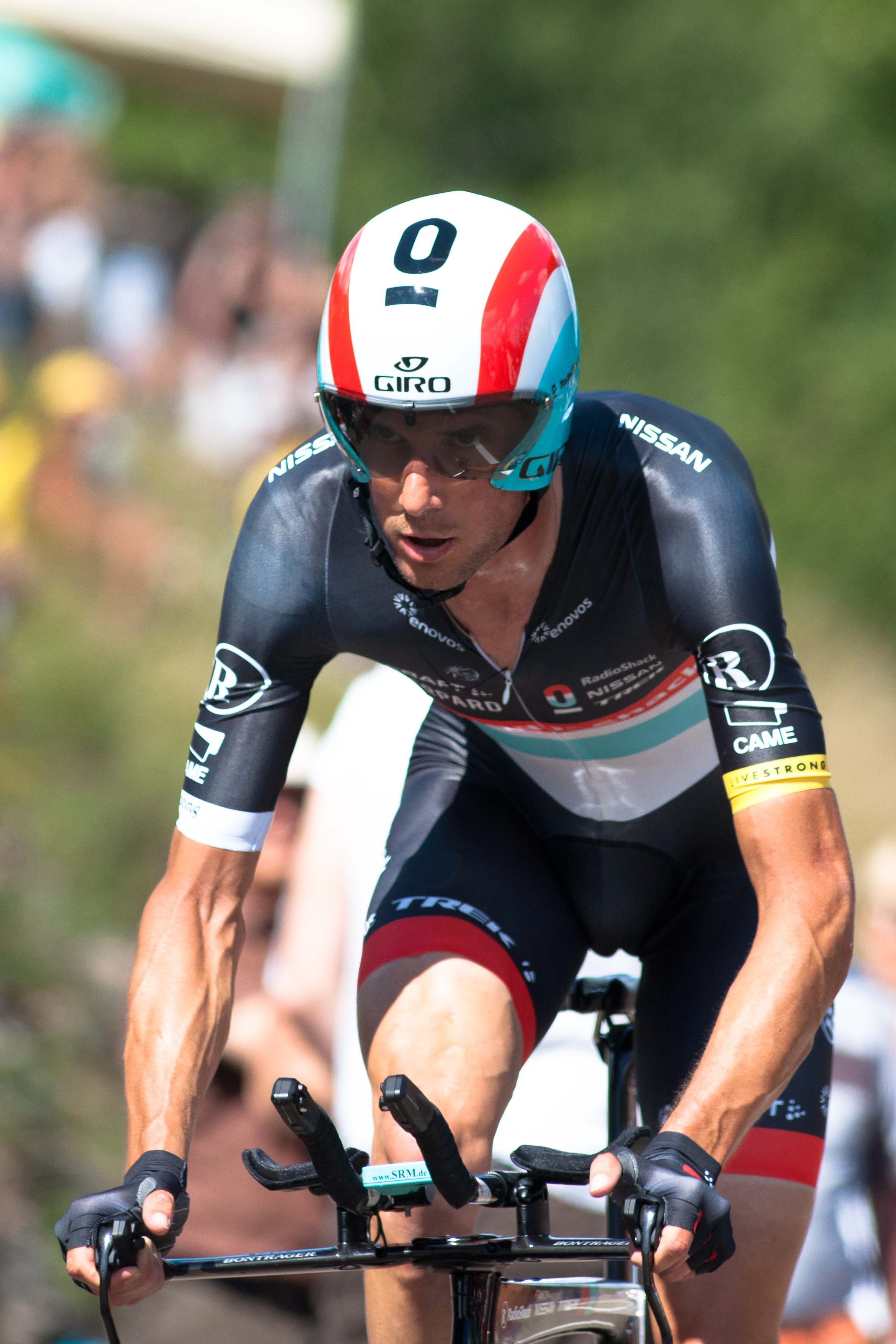
Fränk Schleck under 2012 års Tour de France.

Fränk Schleck, född 15 april 1980 i Luxemburg, är en professionell tävlingscyklist från Luxemburg. Han tävlar för det luxemburgska stallet Trek Factory Racing.

## Karriär

### Team CSC
Fränk Schleck blev professionell med Team CSC 2003, men redan 2001 fick han testa på det professionella livet genom att vara stagiaire i Festina-stallet. När Festina slutade sponsra cykelstallet blev han kontraktslös och cyklade ett år i det franska amatör-stallet Chateauroux innan han blev kontrakterad av Team CSC.
Schlecks genombrott kom i slutet av säsongen 2005, då han blev tvåa bakom Paolo Bettini i Züri Metzgete, tvåa bakom Gilberto Simoni i Giro dell'Emilia och trea bakom de båda italienarna i Lombardiet runt. Dessa och andra bra resultat gjorde att han rankades som 13:e cyklist i UCI Pro Tour och hans kontrakt med Team CSC blev förlängt till 2008.
Säsongen 2006 fortsatte med fina resultat. Schleck blev femma totalt i Paris-Nice. I Amstel Gold Race satt han med i första gruppen med tio kilometer kvar då han attackerade uppför den branta backen Cauberg i Valkenburg och vann en soloseger. Schleck fortsatte med sin fina form i vårklassikerna med en fjärde plats i La Flèche Wallonne och en sjunde plats i Liège-Bastogne-Liège. I Tour de France 2006 gjorde han också en bra insats då han vann bergsetappen uppför klassiska Alpe d'Huez. I slutet av året låg han trea i UCI ProTour-slutrankning. 
Fränk Schleck vann en etapp på Schweiz runt 2007 och fick efter den etappen bära ledartröjan. I slutet av tävlingen hade han ramlat ner till en sjunde plats sammanlagt. I Tour de France 2007 slutade Schleck på en 17:e plats sammanlagt. Efter en lyckad utbrytning under världsmästerskapen i Stuttgart 2007 slutade han fyra. I slutet av säsongen vann Schleck Giro dell'Emilia men han föll under Lombardiet runt och kunde inte vinna årets sista UCI ProTour-tävling.

### Team CSC Saxo Bank
Under säsongen 2008 blev Schleck luxemburgsk linjeloppsmästare. Tidigare under säsongen vann han det franska kriteriet Hénin-Beaumont. Under Tour de France 2008 bar han den gula ledartröjan under två etapper innan han lämnade ifrån sig den till sin stallkamrat Carlos Sastre. I slutet av säsongen 2008 hamnade Fränk Schleck i blåsväder när det upptäcktes att han år 2006 hade skickat 70 000 kronor till ett bankkonto som tillhörde den ökända dopningsdoktorn Eufemiano Fuentes, läkaren som är huvudperson i Operación Puerto. Han tillkännagav att han hade skickat pengarna men nekade till att han någonsin dopat sig. Betalningen var, enligt honom, avsedd för träningsråd från experter som då jobbade med några av de största namnen inom cykelsporten. Fränk Schleck sade också under förhör med den luxemburgska anti-dopningsbyrån att han avbrutit sin kontakt med Fuentes innan några råd anlänt. Utredningen lades ned i december 2008 och han blev fri att tävla igen.

### Team Saxo Bank

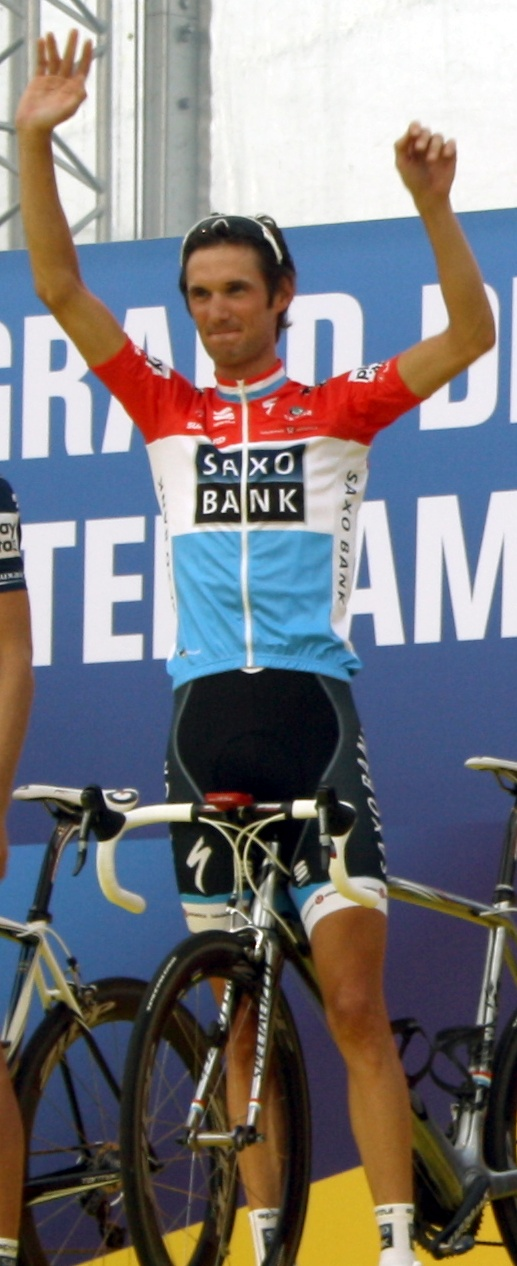
Fränk Schleck under Tour de France 2010.

I mars 2009 slutade Schleck tvåa på etapp 6 av Paris-Nice bakom Alberto Contador, och en etapp senare slutade han på tredje plats bakom Luis Leon Sanchez och Antonio Colom. På den sista etappen av Paris-Nice slutade Schleck trea, vilket såg till att han slutade tvåa i tävlingens sammandrag bakom Luis Leon Sanchez. Tidigare samma år vann Schleck etapp 8 av Tour of California framför Vincenzo Nibali och George Hincapie. Schleck vann även etapp 3 på Luxemburg runt framför Andreas Klöden och Matti Breschel. Dagen därpå blev det klart att Schleck hade vunnit tävlingen framför Klöden och Marco Marcato. I juni tog Schleck bronsmedaljen på nationsmästerskapens linjelopp bakom sin bror Andy Schleck och Laurent Didier. I juli tog Schleck segern på etapp 17 av Tour de France 2009 framför Alberto Contador och sin yngre bror Andy.
Schleck deltog även i Vuelta a España 2009 men lämnade tävlingen efter etapp 10 med anledning av de knäproblem som han hade lidit av under större delen av 2009 års säsong. Han opererade knät i Luxemburg och missade därmed Världsmästerskapen i Mendrisio, Schweiz.
Under 2010 vann Schleck Schweiz runt. Under etapp 3 av Tour de France 2010 föll Schleck och bröt nyckelbenet på tre ställen, vilket gjorde att han lämnade tävlingen. Han cyklade senare på säsongen Vuelta a Espana, där han slutade femma.

### Team Leopard-Trek
I slutet av juli 2010 berättade Schleckbröderna att de tänkte lämna Team Saxo Bank i slutet av 2010. De planerade att cykla för ett nytt stall som var baserat i Luxemburg. Stallet fick namnet Team Leopard-Trek.
Schleck vann Critérium International 2010 och slutade på prispallen på Liège-Bastogne-Liège. Han vann även de luxemburgska nationsmästerskapens linjelopp. På Tour de France 2011 slutade Schleck trea bakom segraren Cadel Evans och brodern Andy Schleck. De blev därmed det första syskonparet att stå på prispallen samma år.

### RadioShack-Nissan-Trek
Inför säsongen 2012 gick Team Leopard-Trek ihop med RadioShack och bildade det nya stallet RadioShack-Nissan-Trek. Under säsongen valde Schleck att avbryta Giro d'Italia under etapp 15 på grund av en axelskada. På Tour de Luxembourg slutade han på tredje plats och han tog andra platsen på Schweiz runt. På Tour de France kraschade Schleck på den sjätte etappen och förlorade två minuter till övriga favoriter, vilket försvårade hans chanser att vinna loppet. Schleck lämnade Tour de France under den sista vilodagen efter det att Union Cycliste Internationale, UCI, gått ut med nyheten om att han hade testat positiv för den förbjudna substansen xipamid. Även B-testet visade sig ha positivt resultat och Schleck sade att han måste ha blivit förgiftad.
Den 4 juli 2013 gick RadioShack-Nissan-Trek ut med att de inte förnyar Schlecks kontrakt, men sedan Trek Bicycle köpt upp World Tour-licensen stod det klart att Schleck skulle fortsätta köra för laget även 2014.

### Trek Factory Racing
Schlecks största framgång under 2014 var seger i nationsmästerskapens linjelopp. Under 2015 års Vuelta a España vann Schleck etapp 16 efter att ha kört ifrån samtliga utbrytarkollegor.

## Privatliv
Cyklingen finns i familjen då pappa Johny Schleck var proffscyklist mellan åren 1965 och 1974. Även han har cyklat Tour de France. År 2005 fick Fränk Schleck sällskap av sin yngre bror Andy Schleck i Team CSC, och de båda bröderna tävlade i samma lag ända fram till 2014.

## Meriter
2005
- Nationsmästerskapens linjelopp
- 2:a, Züri Metzgete
- 2:a, Tour Méditerranéen
- 3:a, Giro di Lombardia

2006
- Amstel Gold Race
- Etapp 15 i Tour de France (Gap-Alpe d'Huez)
- 3:a, sammanställningen i UCI ProTour

2007
- Tour de Suisse, etapp 4
- Giro dell'Emilia
- 2:a, Coppa Sabatini
- 3:a, Liège-Bastogne-Liège
- 3:a, Vuelta Ciclista a la Communidad Valenciana

2008
- Nationsmästerskapens linjelopp
- 2:a, Amstel Gold Race
- 3:a, Liège-Bastogne-Liège
- 3:a, Tour de Luxembourg
- 3:a, bergstävlingen, Tour de France 2008

2009
- Tour de Luxembourg totalt och etapp 3
- Tour of California, etapp 1
- Tour de France 2009, etapp 17
- 2:a, Paris-Nice
- 3:a, Nationsmästerskapen - linjelopp

2010
- Nationsmästerskapens linjelopp

2011
- Tour de Suisse
- Nationsmästerskapens linjelopp
- Critérium International
- 3:a, Tour de France

2012
- 2:a, Tour de Suisse

2014
- Nationsmästerskapens linjelopp

2015
- 1:a, etapp 16 Vuelta a España

## Stall
- De Nardi-Pasta Montegrappa 2000
- Festina 2001 (stagiaire)
- Chateauroux 2002 (amatör)
- Team CSC 2002 (stagiaire)
- Team CSC 2003-2010
- Team Leopard-Trek 2011
- RadioShack-Nissan 2012
- RadioShack-Leopard 2013
- Trek Factory Racing 2014-